# Bonvār Shāmī
Bonvār Shāmī (persiska: بنوار شامی, Bonvār-e Shāmī) är en ort i Iran.   Den ligger i provinsen Khuzestan, i den västra delen av landet, 500 km sydväst om huvudstaden Teheran. Bonvār Shāmī ligger 108 meter över havet och antalet invånare är 715.
Terrängen runt Bonvār Shāmī är platt, och sluttar söderut. Runt Bonvār Shāmī är det ganska tätbefolkat, med 104 invånare per kvadratkilometer. Närmaste större samhälle är Andimeshk, 17,4 km nordväst om Bonvār Shāmī. Trakten runt Bonvār Shāmī består till största delen av jordbruksmark.